# 虎山永隆
永隆（えいりゅう）または虎山永隆（こざんえいりゅう）は、室町時代の僧。足利将軍家の一族であり、第3代将軍・足利義満の子。第4代将軍・足利義持と第6代将軍・足利義教の弟に当たる。相国寺永隆（しょうこくじえいりゅう）、聯輝軒永隆（れんきけんえいりゅう）としても知られる。

## 生涯
相国寺に入って空谷明応の法を継いだ。応永35年（1428年）、義持が死去すると、他の兄弟ら義円（のちの足利義教）や梶井義承、大覚寺義昭と共に義持後継者の1人として推挙された。嘉吉元年（1441年）に鹿苑院の院主となり、翌年死去した。享年40。